# Шаропов, Саломиддин Шаропович
Саломиддин Шаропович Шаропов (тадж. Саломиддин Шаропович Шаропов; 24 апреля 1940, село Некнот, Пенджикентский район, Ленинабадская область, Таджикская ССР, СССР — 24 марта 2002, Душанбе, Таджикистан) — таджикский государственный деятель. Генеральный прокурор Республики Таджикистан с декабря 1996 года по 26 апреля 2000 года.

## Биография
Саломиддин Шаропов родился 24 апреля 1940 года в селе Некнот в Пенджикентском районе Ленинабадской области Таджикской ССР. В 1962 году он окончил юридический факультет Таджикского государственного университета и в том же году поступил на работу стажёром в прокуратуру Душанбе.
В разное время Шаропов работал на должностях: старшего следователя прокуратуры Душанбе (1962–1963), прокурора в Советском районе Кулябской области (1969–1972), прокурора города Куляба (1972–1974), заместителя прокурора Кулябской области (1974–1976), начальника следственного управления прокуратуры Таджикской ССР (1976–1982), заведующего административно-юридического отдела Совмина республики (1982–1984), прокурора города Душанбе (1984–1994), транспортного прокурора Таджикистана (1994–1996). В декабре 1996 года Саломиддин Шаропов был назначен Генеральным прокурором республики, оставаясь на этом посту до 26 апреля 2000 года.
В 2000 году стал депутатом Палаты представителей Высшего собрания Республики Таджикистан, был членом Комитета по обеспечению конституционных основ, прав и свобод человека, гражданина и законности.
Защитил кандидатскую диссертацию в 1978 году и докторскую диссертацию в 1995 году, получив учёную степень доктора юридических наук.
Саломиддин Шаропов скончался 26 апреля 2000 года.

## Награды
- Орден «Знак Почёта»
- Орден «Шараф»
- Заслуженный юрист Таджикистана
- Заслуженный работник прокуратуры СССР
- Заслуженный работник прокуратуры Таджикистана[2]